# Gottfried Brem
Gottfried Brem (* 21. März 1953 in Rosenheim) ist ein deutscher und österreichischer Veterinärmediziner.

## Leben
Als Sohn von Landwirten besuchte Brem das Sebastian-Finsterwalder-Gymnasium. Nach dem Abitur im Juni 1972 studierte er Tiermedizin an der Ludwig-Maximilians-Universität München (LMU). 1976 wurde er im Corps Palatia München aktiv. Im Januar 1978 als Tierarzt approbiert, arbeitete er in einer Tierarztpraxis in Prien am Chiemsee. Im Juli 1979 wurde er zum Dr. med. vet. promoviert. An der Fakultät für Landwirtschaft und Gartenbau der TU München studierte er anschließend Tierproduktion. Zugleich studierte er 1978–1980 Betriebswirtschaft an der LMU. Im Dezember 1980 erhielt er den Titel Dipl.-Ing. agr. Als Akademischer Rat und Oberrat forschte er acht Jahre am Institut für Tierzucht und Tierhygiene der LMU. Im Juni 1985 habilitierte er sich für Tierzucht und Haustiergenetik. Er wurde Fachtierarzt für Zuchthygiene (1992), Tierzucht (1995), Labortierkunde (1996) und Tierzucht und Biotechnologie (2000). Nachdem er Rufe der Christian-Albrechts-Universität zu Kiel, der LMU, der Tierärztlichen Hochschule Hannover und der Veterinärmedizinischen Universität Wien erhalten hatte, war er sechs Jahre Ordinarius für Molekulare Tierzucht an der Tierärztlichen Fakultät der LMU. Ab 1. Oktober 1991 war er zugleich Kommissarischer Leiter des Lehrstuhls für Tierzucht und Landwirtschaftslehre und des Lehr- und Versuchsgutes der Tierärztlichen Fakultät der LMU. Zum 1. Oktober 1993 wurde er Vorstand des Instituts für Tierzucht und Genetik an der Veterinärmedizinischen Universität Wien. Vom 1. April 1994 bis zum 31. Dezember 2002 war er Abteilungsleiter im Interuniversitären Department für Agrarbiotechnologie Tulln. Von 1995 bis 2005 leitete er das Ludwig-Boltzmann-Institut für immuno-, zyto- und molekulargenetische Forschung in Wien.
Mehrere seiner akademischen Schüler wurden zu Professoren in den Bereichen der Molekulargenetik, Reproduktionsbiotechnologie und Veterinärmedizin berufen, u. a. Bernhard Aigner, Urban Besenfelder, Bertram Brenig, Mathias Müller und Eckhard Wolf.

## Ehrungen
- Russische Akademie für Landwirtschaftswissenschaften (1991–2012)
- Dr. med. vet. h. c. der Universität Budapest (1995)
- Wahl in die Deutsche Akademie der Naturforscher Leopoldina (1997)
- Dr. med..vet. h. c der Ludwig-Maximilians-Universität München (2003)
- Ehrenmitglied der Ungarischen Akademie der Wissenschaften (2004)
- Dr. h. c. der Universität Kaposvár (2012)
- Mitglied der Österreichischen Akademie der Wissenschaften (2012)
- Walter Frei Preis der Vetsuisse Fakultät Universität Zürich (2008)
- Kardinal-Innitzer-Preis (Würdigungspreis, 2018)
- Großes Silbernes Ehrenzeichen für Verdienste um die Republik Österreich (2022)[8]